# Пітер Оленчук
Пітер Оленчук (англ. Peter George Olenchuk, 14 липня 1922 — 6 жовтня 2000) — генерал-майор армії США українського походження, учасник Другої Світової війни та В'єтнамської війни.

## Біографія
Народився 14 липня 1922 року в Бейоні, штат Нью-Джерсі, США.
Випускник Університету Вісконсин-Медісон.
У 1943 році був зарахований до Інженерного корпусу Армії США. Служив на Близькому Сході та Далекому Сході в роки Другої Світової війни. У 1945 році отримав звання офіцера та продовжив службу в хімічних військах Армії США. Учасник В'єтнамської війни.
У 1960-х роках Пітер Оленчук брав участь в захороненні застарілих боєприпасів з нервово-паралітичним газом в світовому океані (Операція «CHASE»).
Отримав звання «бригадного генерала» в 1970 році, та звання «генерал-майор» у 1973 році. У ці роки він переважно займався матеріально-технічним забезпеченням Армії США (забезпечення боєприпасами та технікою).
У відставці з 1975 року.
Помер 6 жовтня 2000 року. Похований на Арлінгтонському національному цвинтарі.

## Нагороди
- Медаль «За видатні заслуги» армії США;
- Легіон Заслуг;
- Медаль ВПС;
- Похвальна медаль